# Papyrus 31
Papyrus 31 (nach Gregory-Aland mit Sigel {\displaystyle {\mathfrak {P}}}31 bezeichnet) ist eine frühe griechische Abschrift des Neuen Testaments. Dieses Papyrusmanuskript des Römerbriefes enthält nur die Verse 12,3-8. Mittels Paläographie wurde es auf das 7. Jahrhundert datiert. Die Rückseite ist nicht beschrieben. Wahrscheinlich wurde es als Talisman verwendet. Hunt vermutete, dass es sich um ein Lektionar handle.

## Beschreibung
Die Handschrift ist in mittelgroßen veränderlichen Buchstaben geschrieben. Es scheint sich um eine Kopie für die Vorlesung in der Kirche zu handeln.
Der griechische Text des Kodex repräsentiert den Alexandrinischen Texttyp. Kurt Aland ordnete ihn in Kategorie I ein. Er stimmt mit dem Codex Sinaiticus überein.
Zurzeit wird er mit den Rylands Papyri in der John Rylands University Library (Gr. P. 4) in Manchester aufbewahrt.